# Carbia
Carbia ist eine spanische Kirchengemeinde (Parroquia) in der Gemeinde Villa de Cruces. Sie liegt auf einer Höhe von etwa 460 Metern über dem Meeresspiegel in der Provinz Pontevedra in Galicien. Der Schutzheilige des Ortes ist San Juan. Neben Carbia selbst gehören zur Kirchengemeinde Carbia die Ortsteile A Pena, Casal, Pousadoiro und Serrape. Das Verwaltungszentrum der Gemeinde Villa de Cruces liegt etwa 5,3 Kilometer östlich von Carbia. Die Haupteinnahmequelle der Einwohner ist die Forst- und Landwirtschaft.
Eine bekannte Persönlichkeit des Ortes ist der Radrennfahrer Pedro Arreitunandia, der am 24. Juli 1974 in Carbia geboren wurde.